# Every Little Thing X'mas Concert 2008
『Every Little Thing X'mas Concert 2008』（エブリーリトルシング・クリスマス・コンサート・2008）は、日本の音楽ユニットEvery Little Thingが開催したコンサートツアー、および2009年3月11日にリリースしたDVD作品。

## 解説
映像作品としては前作『Every Little Thing concert tour 2008 "Door"』より、約半年振りとなる。
ライブ自体は3回行われており、フェスティバルホールで2回、NHKホールで1回開催された。
フェスティバルホールは2008年限りで建て替えとなるため、『Concert Tour 2001 4 FORCE』以来使用してきたこのホールでの開催も、これが最後となった。

## 収録曲
1. White Christmas
2. nostalgia
3. water(s)
4. 鮮やかなもの
5. キヲク
6. 恋文
7. 愛の謳
8. 恋をしている
9. 出逢った頃のように
10. ハイファイ メッセージ
11. また あした
12. Time goes by
13. good night
14. 【BONUS TRACK】Behind The Scenes